# جير (لاعب كرة قدم)
جير هو لاعب كرة قدم برازيلي في مركز الوسط، ولد في 3 أغسطس 1994 في Barra de Santo Antônio ‏ في البرازيل. لعب مع نادي إيتوانو.